# Gaisser Valley
Das Gaisser Valley ist ein 2,5 km langes und überwiegend eisfreies Tal im ostantarktischen Viktorialand. In der Cruzen Range liegt es südlich des Vashka Crag, wird östlich durch die Peterson Terrace begrenzt und endet als Hangtal 800 m nordwestlich des Lake Vashka.
Das Advisory Committee on Antarctic Names benannte es 2005 nach dem US-amerikanischen Physiker Thomas K. Gaisser vom Bartol Research Institute der University of Delaware, der von 1991 bis 2005 für das United States Antarctic Program als leitender Beobachter zur Untersuchung der Kosmischen Strahlung auf der Amundsen-Scott-Südpolstation tätig war.